# Лонгаре
Лонга̀ре (на италиански и на венециански: Longare) е градче и община в Северна Италия, провинция Виченца, регион Венето. Разположено е на 29 m надморска височина. Населението на общината е 5688 души (към 2015 г.).